# Marco van Basten
Marcel (Marco) van Basten (n. 31 octombrie 1964, Utrecht⁠(d), Utrecht, Țările de Jos) este un antrenor neerlandez și fost fotbalist. Este considerat unul dintre cei mai buni atacanți ai generației sale.
Considerat drept unul dintre cei mai mari jucători din toate timpurile, a marcat 300 de goluri într-o carieră de mare anvergură, dar a jucat ultimul său meci în 1993, la vârsta de 28 de ani, din cauza unei accidentări recurente la gleznă, care l-a obligat să-și anunțe retragerea doi ani mai târziu. Ulterior, van Basten a urmat o carieră de antrenor conducând Ajax Amsterdam timp de un an, Heerenveen timp de doi ani, și a fost selecționerul echipei naționale de fotbal a Țărilor de Jos între 2004 și 2008.
Cunoscut pentru controlul precis al mingii, inteligența ofensivă, loviturile de cap impecabile și șuturile și voleurile spectaculoase, Van Basten a fost numit Jucătorul Anului FIFA în 1992 și a câștigat Balonul de Aur de trei ori, în 1988, 1989 și 1992. La nivel de club, a câștigat trei titluri Eredivisie și Cupa Cupelor cu Ajax, precum și patru titluri din Serie A și două Cupe ale Campionilor Europeni cu AC Milan. Cu Țările de Jos, Van Basten a câștigat Campionatul European de Fotbal 1988, unde a câștigat Gheata de Aur, marcând cinci goluri, inclusiv o voleă memorabilă în finala împotriva Uniunii Sovietice, considerată una dintre cele mai bune din toate timpurile.
În 2004, a fost inclus de Pelé în lista FIFA 100 a celor mai mari jucători în viață din lume. În 2004, a avut loc în Olanda un sondaj pentru cei mai mari 100 de olandezi: Van Basten s-a clasat pe locul 25, al doilea cel mai înalt nivel pentru un jucător de fotbal, după Johan Cruyff. În 2007, Sky Sports l-a clasat pe Van Basten pe primul loc pe lista sa de mari sportivi care au avut cariere scurte.

## Palmares

### Club
Ajax
- Cupa Cupelor UEFA: 1986–87
- Eredivisie: 1981–82, 1982–83, 1984–85
- Cupa KNVB: 1982–83, 1985–86, 1986–87

Milan
- Cupa Campionilor Europeni: 1989, 1990
- Cupa Intercontinentală: 1989, 1990
- Supercupa Europei: 1989, 1990
- Serie A: 1987–88, 1991–92, 1992–93
- Supercoppa Italiana: 1988, 1992, 1993

### Internațional
- Campionatul European de Fotbal: 1988
- Nasazzi's Baton: 1985

### Individual
- Fotbalistul Anului FIFA: 1992
- Jucătorul anului World Soccer: 1988, 1992
- Cel mai bun jucător UEFA: 1989, 1990, 1992
- Cel mai bun jucător al anului IFFHS: 1988, 1989, 1990
- Onze d'Or: 1988, 1989
- Onze d'Argent: 1987, 1992
- Premiul Bravo: 1987
- Campionatul European de Fotbal 1988 – Golgheter și cel mai bun jucător cu 5 goluri
- Fotbalistul european al anului: 1988, 1989, 1992
- Fotbalistul olandez al anului: 1984–1985
- FIFA 100 (Lista celor mai buni fotbaliști în viață aleși de Pelé): 2004
- Gheata de aur: 1985–1986
- Gheata de argint: 1983–1984
- Golgheter Cupa Campionilor Europeni: 1989
- Al doilea marcator la Cupa Campionilor Europeni: 1993
- Golgheter Eredivisie: 1983–1984, 1984–1985, 1985–1986, 1986–1987
- Golgheter Serie A: 1989–1990, 1991–1992
- Golgheter argint Serie A: 1988–1989
- World Golden Boot: 1985–1986

## Statisticile carierei

### Club
| Club          | Sezon         | Campionat     | Campionat | Campionat | Cupă    | Cupă   | Europa  | Europa | Altele  | Altele | Total   | Total  |
| Club          | Sezon         | Divizie       | Meciuri   | Goluri    | Meciuri | Goluri | Meciuri | Goluri | Meciuri | Goluri | Meciuri | Goluri |
| ------------- | ------------- | ------------- | --------- | --------- | ------- | ------ | ------- | ------ | ------- | ------ | ------- | ------ |
| Ajax          | 1981–82       | Eredivisie    | 1         | 1         | 1       | 0      | 0       | 0      | –       | –      | 2       | 1      |
| Ajax          | 1982–83       | Eredivisie    | 20        | 9         | 5       | 4      | 0       | 0      | –       | –      | 25      | 13     |
| Ajax          | 1983–84       | Eredivisie    | 26        | 28        | 4       | 1      | 2       | 0      | –       | –      | 32      | 29     |
| Ajax          | 1984–85       | Eredivisie    | 33        | 22        | 4       | 2      | 4       | 5      | –       | –      | 41      | 29     |
| Ajax          | 1985–86       | Eredivisie    | 26        | 37        | 3       | 2      | 2       | 0      | –       | –      | 31      | 39     |
| Ajax          | 1986–87       | Eredivisie    | 27        | 31        | 7       | 6      | 9       | 6      | –       | –      | 43      | 43     |
| Ajax          | Total         | Total         | 133       | 128       | 24      | 15     | 17      | 11     | —       | —      | 174     | 154    |
| AC Milan      | 1987–88       | Serie A       | 11        | 3         | 5       | 5      | 3       | 0      | –       | –      | 19      | 8      |
| AC Milan      | 1988–89       | Serie A       | 33        | 19        | 4       | 3      | 9       | 10     | 1       | 1      | 47      | 33     |
| AC Milan      | 1989–90       | Serie A       | 26        | 19        | 4       | 1      | 9       | 4      | 3       | 1      | 42      | 25     |
| AC Milan      | 1990–91       | Serie A       | 31        | 11        | 1       | 0      | 2       | 0      | 1       | 0      | 35      | 11     |
| AC Milan      | 1991–92       | Serie A       | 31        | 25        | 7       | 4      | –       | –      | –       | –      | 38      | 29     |
| AC Milan      | 1992–93       | Serie A       | 15        | 13        | 1       | 0      | 7       | 8      | 1       | 1      | 24      | 22     |
| AC Milan      | 1993–94       | Serie A       | 0         | 0         | 0       | 0      | 0       | 0      | –       | –      | 0       | 0      |
| AC Milan      | 1994–95       | Serie A       | 0         | 0         | 0       | 0      | 0       | 0      | –       | –      | 0       | 0      |
| AC Milan      | Total         | Total         | 147       | 90        | 22      | 13     | 30      | 22     | 4       | 3      | 205     | 129    |
| Total carieră | Total carieră | Total carieră | 280       | 218       | 46      | 28     | 47      | 33     | 4       | 3      | 379     | 283    |

1. ↑  Include KNVB Cup, Coppa Italia
2. 1 2 3 4 5  Apariții în Cupa Europei
3. 1 2  Apariții în Cupa UEFA
4. ↑  Apariție în Cupa Cupelor UEFA
5. 1 2  Apariție în Supercoppa Italiana
6. ↑  Două apariții și un gol în Supercupa Europei UEFA, o apariție în Cupa Intercontinentală
7. ↑  Apariție în Cupa Intercontinentală
8. ↑  Apariții în UEFA Champions League

### Națională
| Echipa națională | An    | Selecții | Goluri |
| ---------------- | ----- | -------- | ------ |
| Țările de Jos    | 1983  | 3        | 2      |
| Țările de Jos    | 1984  | 3        | 0      |
| Țările de Jos    | 1985  | 4        | 1      |
| Țările de Jos    | 1986  | 4        | 2      |
| Țările de Jos    | 1987  | 4        | 1      |
| Țările de Jos    | 1988  | 9        | 5      |
| Țările de Jos    | 1989  | 5        | 2      |
| Țările de Jos    | 1990  | 11       | 8      |
| Țările de Jos    | 1991  | 5        | 2      |
| Țările de Jos    | 1992  | 10       | 1      |
| Total            | Total | 58       | 24     |